# Piotr Płucienniczak
Piotr Wojciech Płucienniczak, ps. Puldzian (ur. 15 marca 1984) – polski socjolog, artysta.

## Życiorys
Piotr Płucienniczak wychował się w Dobryszycach, Częstochowie i Krakowie. Pochodzi z rodziny lekarskiej. W 2008 ukończył studia socjologiczne na Uniwersytecie Jagiellońskim. W 2014 doktoryzował się tamże w dziedzinie nauk społecznych, dyscyplina socjologia, przedstawiwszy napisaną pod kierunkiem Krzysztofa Gorlacha dysertację Krytyka polityczna jako współczesny ruch Nowej Lewicy. Studium socjologiczne. Jako socjolog zajmował się takimi tematami jak: związki zawodowe, nowa lewica, skrajna prawica, protesty antyrasistowskie.
Zawodowo związany z Wydziałem Zarządzania Kulturą Wizualną Akademii Sztuk Pięknych w Warszawie, gdzie pracuje na stanowisku adiunkta. Prodziekan do spraw studenckich w kadencji 2020–2024. Wykładał także w Katedrze Metodologii Badań nad Polityką Wydział Nauk Politycznych i Studiów Międzynarodowych Uniwersytetu Warszawskiego.
Jako artysta tworzy książki, wystawy, performanse, poezję cyfrową. Związany z takimi kolektywami jak Rozdzielczość Chleba, Imperium Ducha, cichy nabiau, ZUSwave, Perfokarta. Założyciel wydawnictwa Dar Dobryszyc. Jako twórca porusza kwestie związane z takimi tematami jak: los twórców, równość płci, nowe technologie, prawa pracownicze. Publikuje między innymi w „Notesie.Na.6.Tygodni”, „Szumie”, „Małym Formacie”.
Należał do krakowskiego koła Partii Zieloni oraz do Razem.

## Publikacje
- Piotr Puldzian Płucienniczak: Marsz na ROM. Internet: Rozdzielczość Chleba, 2012-05-18, s. 89, seria: Linia poetycka #1. ISBN 978-83-933358-2-4. [dostęp 2020-10-12].
- Piotr Puldzian Płucienniczak: Nośnik #1+1: Polska. rozdzielchleb.pl, 2013-11-11. [dostęp 2020-10-12].
- Piotr Puldzian Płucienniczak i Kinga Raab (red.): Nośnik #4: ZUS. rozdzielchleb.pl, 2016-05-28. [dostęp 2020-10-12].
- Glitch art is dead. Aleksandra Pieńkosz and Piotr Puldzian Płucienniczak (eds.). Internet / Kraków: Rozdzielczość Chleba, 2016-12-17, s. 234, seria: Linia teoretyczna #3. ISBN 978-83-933358-7-9. [dostęp 2020-10-12].
- Piotr Puldzian Płucienniczak: Firmy. Warszawa – Internet – Kraków: Rozdzielczość Chleba, 2017-10-11, s. 452, seria: poza liniami. ISBN 978-83-933358-7-9. [dostęp 2020-10-12].
- Piotr Puldzian Płucienniczak: Logotypy Radomia. Warszawa: Dar Dobryszyc, 2020, s. 64. ISBN 978-83-957673-0-2. [dostęp 2023-07-01].
- Timothy Dexter: Pikiel dla Wiedzących czyli Proste Prawdy w Zgrzebnej Szacie. Piotr Płucienniczak (tłum. i komentarz). Warszawa: Dar Dobryszyc, 2022-01-24, s. 138. ISBN 978-83-957673-1-9.
- Piotr Puldzian Płucienniczak: Mazowieckim szlakiem gastronomii…. Warszawa: Dar Dobryszyc, 2023-05-27, s. 108. ISBN 978-83-957673-3-3.

## Wystawy indywidualne
- 89 drobiazgów, Nowy Złoty, Wrocław 2022
- Sekret małej gastronomii, Przyszła Niedoszła, Warszawa 2023